# Dioscorea bulbifera
Die Art Dioscorea bulbifera oder Luftkartoffel, Luftyams aus der Gattung Yams (Dioscorea) ist eine krautige Kletterpflanze. Sie bildet in den Blattachseln essbare Brutkörper (Bulbillen), wegen derer sie in den Tropen angebaut wird. Natürliche Vorkommen befinden sich in Afrika und Asien.

## Beschreibung
Dioscorea bulbifera bildet unterirdisch nur eine kleine oder gar keine Knolle. Wenn diese vorhanden ist, ist sie 500 Gramm bis über 1 Kilogramm schwer und hart, braun bis schwärzlich, bitter, schleimhaltig und schlecht essbar. Der Spross ist kahl und unbewehrt, er klettert windend 3 bis 7 Meter, nach anderen Angaben über 20 Meter hoch. Ob der Spross rechts- oder linkswindend ist, wird in der Literatur unterschiedlich angegeben.
Die herz- bis nierenförmigen, einfachen Blätter stehen wechselständig am Spross. Sie sind lang gestielt, der Blattstiel ist an seiner Basis verbreitert und umfasst den Spross, geöhrt ((Pseudo)nebenblätter), er ist etwas kürzer wie die Blätter und kurz geflügelt. Die Blattspreite ist im Umriss eiförmig bis rundlich. Der Blattrand ist ganz bis leicht buchtig, die Blattspreite ist kahl, mit meist neun (fünf bis elf) eingeprägten und bogigen, handförmigen Blattadern, die Spitze ist bespitzt bis geschwänzt. Das Blatt wird 8 bis 17 Zentimeter lang und 6 bis 14 Zentimeter breit, gelegentlich wird auch eine Länge und Breite von 26 Zentimeter erreicht. In den Blattachseln bilden sich die sitzenden, gräulichen bis braunen, oft rundlichen bis unregelmäßig geformten, etwa 4 bis 12 Zentimeter großen und schorfig, wärzlichen bis knotigen Brutkörper mit gelblichem „Fleisch“, die bei kultivierten Pflanzen durchschnittlich 500 bis 700 Gramm wiegen, aber auch bis zu zwei Kilogramm schwer werden können.
Die ährigen, hängenden Blütenstände dieser zweihäusigen Pflanze stehen in den Blattachseln. Die männlichen Blütenstände sind einfach oder manchmal verzweigt. Die kleinen, sitzenden und eingeschlechtlichen Blüten bestehen aus sechs eilanzettlichen, 2 bis 5 Millimeter langen Blütenblättern (Tepale), die sich bei den männlichen Blüten von weiß zu violett verfärben, die weiblichen Blüten bleiben weißlich. Die Blüten sind jeweils von zwei Deckblättern unterlegt. In den männlichen Blüten ist neben den sechs freien Staubblättern noch ein rudimentärer Fruchtknoten sichtbar, in den weiblichen Blüten finden sich entsprechend sechs Staminodien. Der längliche Blütenbecher der weiblichen Blüten ist dreikantig, bei den männlichen ist er nur kurz. Der Fruchtknoten ist unterständig mit einem dreiästigen Griffeln und lappigen Narben.
Die kurz geflügelte, lokulizide und hellbräunliche Kapselfrucht (Scheinfrucht) ist länglich-abgerundet, etwa 2,5 Zentimeter lang und 1,5 Zentimeter breit. Sie enthält die bis zu 6 braunen, einseitig geflügelten und flachen, etwa bis 12–17 Millimeter langen Samen.
Die Chromosomenzahl beträgt 2n = 40, aber auch 60, 70, 80 oder 36.

## Verbreitung
Dioscorea bulbifera hat eine weite Verbreitung in den Tropen und Subtropen Afrikas, Australiens und Asiens. Sie erträgt Trockenzeiten von zwei bis fünf Monaten Länge. In Afrika ist sie südlich der Sahara und auf Madagaskar verbreitet, in Asien reicht ihr Verbreitungsgebiet von Pakistan und Indien über China bis nach Japan und Korea, im Südosten über die indonesischen Inseln bis nach Australien. In weiten Teilen der Tropen, auch in Amerika, wird sie kultiviert und ist stellenweise eingebürgert.

## Verwendung

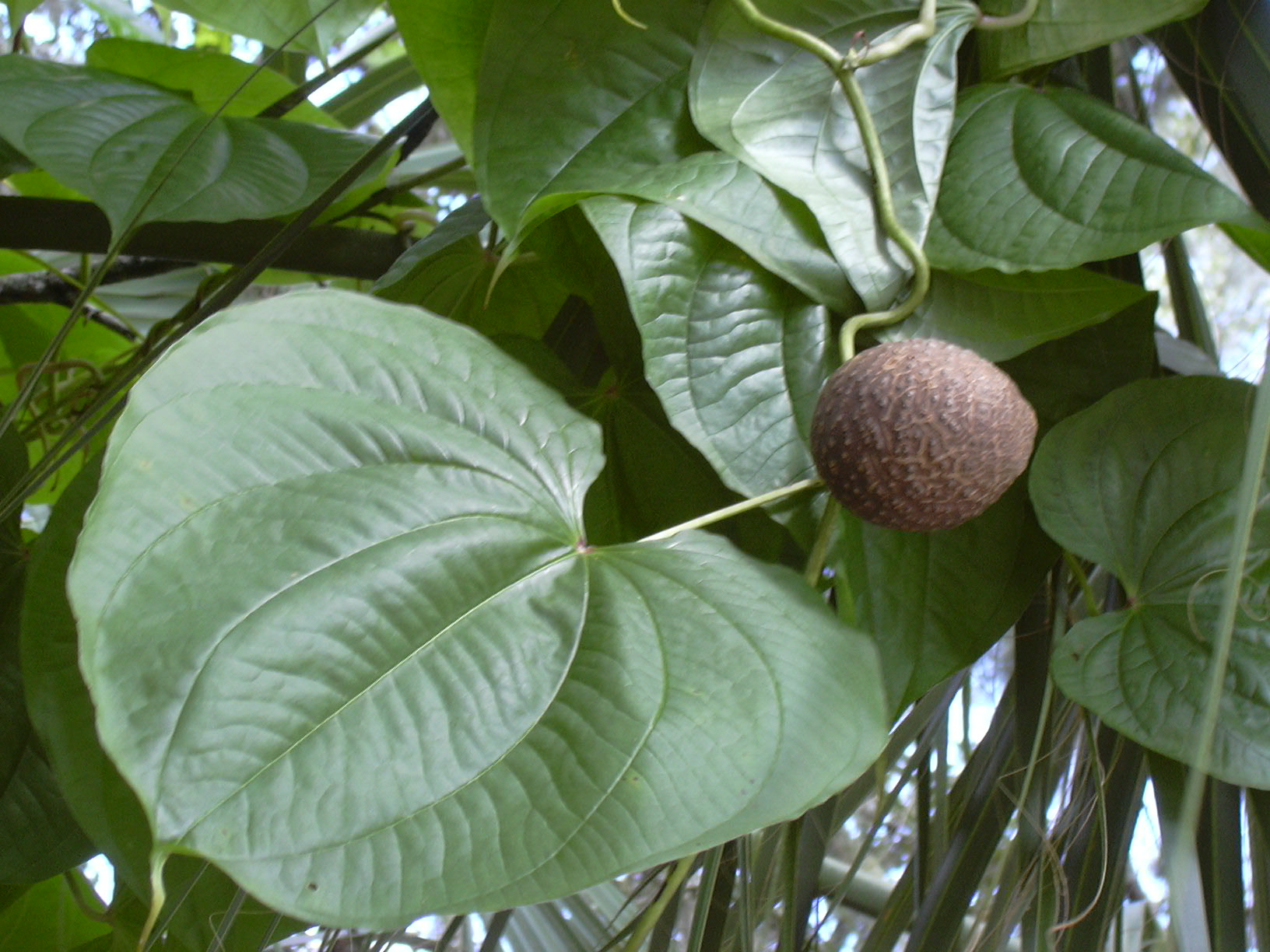
Blatt und Brutkörper der Luftkartoffel

Die oberirdischen, knolligen Brutkörper sind essbar. Je nach Sorte enthalten sie noch giftige Stoffe, die vor dem Verzehr ausgewaschen und gekocht werden müssen.
Verschiedene Pflanzenteile werden medizinisch genutzt.

## Botanische Geschichte
Dioscorea bulbifera wurde schon 1753 von Carl von Linné in seinem Werk „Species Plantarum“ beschrieben und entsprechend benannt. Der Name bulbífera setzt sich aus den lateinischen Bestandteilen bulbus, „Zwiebel, Knolle“, und -fer, „-tragend“, zusammen.